# اولا پروکپه
اولریکا (اولا) الئونورا ماتیلدا پروکپه نیومان (۱۹۲۱–۱۹۶۸) طراح سرامیک فنلاندی بود. پروکپه یکی از مشهورترین طراحان سرامیک عصر طلایی طراحی فنلاند بود. کار او توسط آرابیا در فنلاند تولید شده‌است.
پروکپه در سال ۱۹۴۸ از مدرسه هنر و صنایع دستی (که بعدها به نام مدرسه هنرها، طراحی و معماری دانشگاه آلتو شناخته شد) در هلسینکی فارغ‌التحصیل شد و بلافاصله پس از فارغ‌التحصیلی وارد کارخانه آرابیا شد.

## آثار
پروکپه بیشتر به خاطر سری رنگ‌های آبی کبالت والنسیا که در سال ۱۹۶۰ طراحی شد و تا سال ۲۰۰۲ تولید شد، مورد توجه قرار گرفت. این طرح تحت تأثیر سرامیک‌های اروپای جنوبی بود که پروکوپه از دوران جوانی با آن آشنا شده بود. او به عنوان یک دختر جوان در جنوب فرانسه در کنار مرز اسپانیا زندگی کرد و پس از بازنشستگی تا زمان مرگش به جزایر قناری رفت. او همچنین به دلیل طراحی بسیاری از مجموعه‌ها با استفاده از سنگینه، مانند سری (رنگ‌های پاییزی)، (دریا) مشهور است.

## نگارخانه

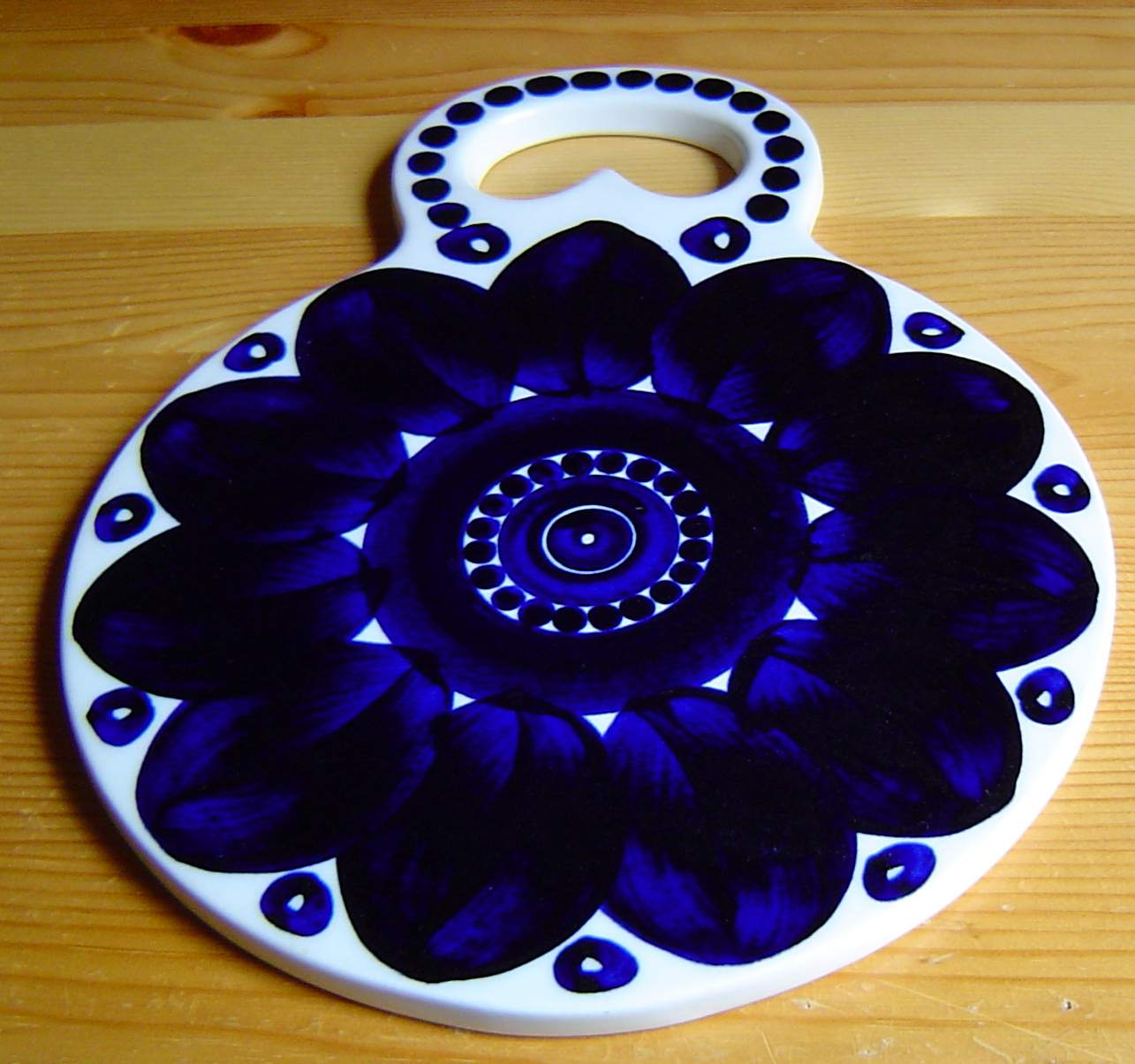
کبالت والنسیا کار پروکپه
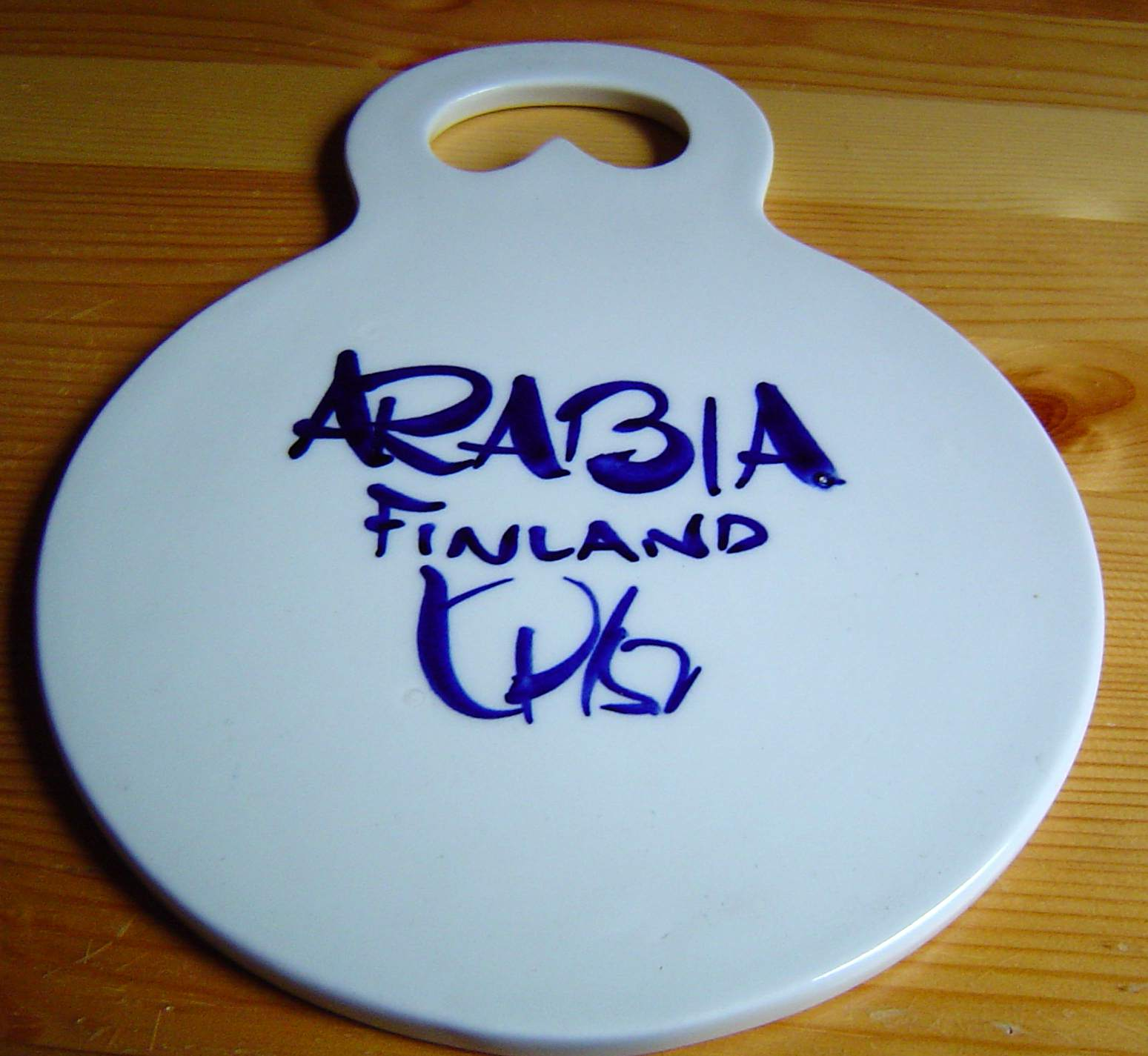
لوگوی آرابیا
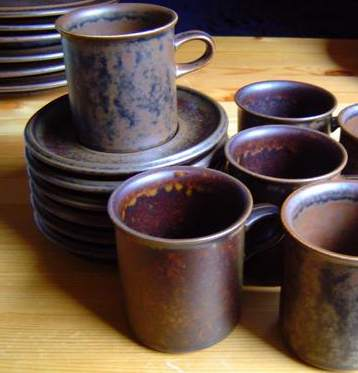
مجموعه روسکا توسط پروکپه برای شرکت آرابیا طراحی شده‌است